# Jacques Casolari
Pour les articles homonymes, voir Casolari.
Jacques Casolari, né le 2 mars 1942 au Cannet dans le département des Alpes-Maritimes et mort le 26 février 2024 à Sète, est un footballeur français. Il était attaquant.

## Palmarès
- Champion de France de Division 2 en 1965 avec l'OGC Nice